# Patrick Eriksson
Lars Patrick Eriksson, född 3 maj 1947 i Helsingfors, är en finländsk arkitekt. Han är bror till biokemisten Peter Eriksson.
Erikssons arkitektpraktik omfattar bostadsbyggnad i bland annat Hertonäs strand i Helsingfors (1996), Backas i Vanda (2001–2004) och Vanajanranta i Tavastehus (2000–2006). Han planerade även om- och påbyggnaden av en industrifastighet till bostadskomplex på Alexis Kivis gata i Helsingfors (2000). Av Erikssons affärs- och fabriksbyggnader kan nämnas Trans-Meri Ab:s teknokemiska fabrik och huvudkontor (1984), Ekström Ab:s huvudkontor (1988) i Esbo och Helsingfors företagarhus (1989). Praktiken omfattar även villor och småhusområden, bland annat Villa Didrichsen på Svedjeholmen i Helsingfors (1994), samt restaurering, bland annat Villa Ensi i Helsingfors (1994), Alberga gård i Esbo (1995) och ombyggnad, till exempel Aktias huvudkontor i Helsingfors (2001), där han fortsätter Kurt Simbergs arbete, vid vars byrå han inledde sin karriär. Eriksson har bland annat varit ordförande för Nordisk byggdag 1992–2002. Han har även gjort sig känd som utvecklare av finlandssvensk vistradition inom ramen för blandat Sällskapet Visans Vänner i Helsingfors.